# Front Mission
Front Mission (яп. フロントミッション Фуронто Миссён) — первая часть серии тактических ролевых игр Front Mission, выпущенная в 1995 году компанией Square Co. для приставки Super Nintendo.
Впоследствии игра несколько раз переиздавалась для консолей других поколений: WonderSwan Color в 2002 году, PlayStation в 2003 году и Nintendo DS в 2007-м. За пределами Японии выходила только последняя версия из перечисленных.
В 2022 году состоялся международный релиз ремейка игры под названием Front Mission 1st: Remake для Nintendo Switch с обновленной трехмерной графикой и различными улучшениями вроде ускорения анимаций перемещения или атаки ванзеров.

## Игровой процесс

Геймплей игры

Весь игровой процесс условно можно подразделить на три базовых действия, выполняя которые, игрок продвигается вперёд: наблюдение диалогов персонажей, выполнение миссий, улучшение и настройка ванзеров (огромных металлических роботов) для использования в следующем задании. По карте игрок путешествует из одной точки в другую, и чем дальше он углубляется в сюжет, тем больше на карте появляется новых локаций. Деревни и города имеют промежуточное между боевыми заданиями значение, там можно снарядить своих бойцов в поход, заработать денег, сохраниться и т. д.
Почти все сражения в игре проводятся на ванзерах, каждый из которых имеет в своём составе тело, ноги и две руки. Каждая часть наделена определёнными функциями и характеризуется уникальным количеством очков здоровья (НР). Ноги, например, отвечают за передвижение и уклонение, руки — за точность стрельбы и экипированное оружие, тело — за общую подъёмную мощь машины. Как только прочность тела падает до нуля, весь ванзер мгновенно погибает, поэтому фактически главной целью игры является уничтожение тел вражеских боевых единиц.
Всё оружие в игре разделено на три категории: рукопашное, средней дистанции и дальнобойное. К рукопашному относятся всевозможные дубинки, которые наносят всего один удар, но, тем не менее, обладают высокой повреждающей способностью. Оружие среднего действия включает пулемёты, дробовики, огнемёты и ружья. Пулемёты являются полностью автоматическими, то есть наносят цели множество мелких повреждений. В свою очередь, дробовики, огнемёты и ружья имеют полуавтоматическое строение, они совершают меньшее число выстрелов, но тоже по случайным частям. Дальнобойное оружие представлено всевозможными базуками и ракетомётами, и предназначено для ведения боя на дальней дистанции. В отличие от двух предыдущих типов вооружения, оно обладает ограниченным боезапасом, и требует периодической перезарядки после нескольких залпов.
Немаловажным аспектом игрового процесса является конструирование ванзеров из различных составных частей, при этом большое значение имеет вес каждой детали, а также допустимая мощность мотора, которая показывает, сколько именно тонн веса может нести на себе та или иная машина. Кроме оружия, на металлических гигантов можно устанавливать и различные аксессуары типа улучшающего характеристики бортового компьютера, повышающего мощность реактивного ранца или, например, цельнометаллического бронированного щита.
В перерывах между обычными миссиями предоставляется возможность поучаствовать в гладиаторских поединках, постоянно проходящих на аренах всех крупных городов. Устраиваемые там сражения проводятся один на один, там игрок может проверить свои силы перед грядущим тяжёлым заданием, а также заработать немного наличности для переоборудования своего гаражного парка.

## Сюжет
События игры разворачиваются в 2090 году на вымышленном острове в Тихом океане, который возник в результате вулканической активности в 1995 году. В 2002 году новообразованную массу земли признали островом и передали под контроль ООН. В 2020 году Соединенные Штаты Нового континента (СШН — федерация стран Северной и Южной Америк) вышли из ООН и заявили свои права на остров, названный островом Хаффмана. Кооперативный Союз Океании (КСО), альянс стран Юго-Восточной Азии и Австралии, созданный в 2025 году, ввязался в конфликт с СШН в 2065 году, и обе стороны обосновались на острове. В 2070 разразился первый Хаффманский конфликт, в результате которого остров был поделен на две части. Шаткий мир держался до 2086 года, когда серия пограничных перестрелок привела к хаосу на острове. Периодические обвинения сторон друг друга в провокациях привели к новой войне.

## Отзывы
| Сводный рейтинг    | Сводный рейтинг    |
| Агрегатор          | Оценка             |
| ------------------ | ------------------ |
| GameRankings       | 74,74 %            |
| Metacritic         | DS: 72/100         |
| Иноязычные издания |                    |
| Издание            | Оценка             |
| Famitsu            | SNES: 31 out of 40 |

| Русскоязычные издания | Русскоязычные издания |
| Издание               | Оценка                |
| --------------------- | --------------------- |
| StopGame.ru           | «Похвально»           |

Согласно сайту-агрегатору Metacritic, Front Mission получила «смешанные отзывы» от критиков.